# Lussuria
(Inferno V, 39)

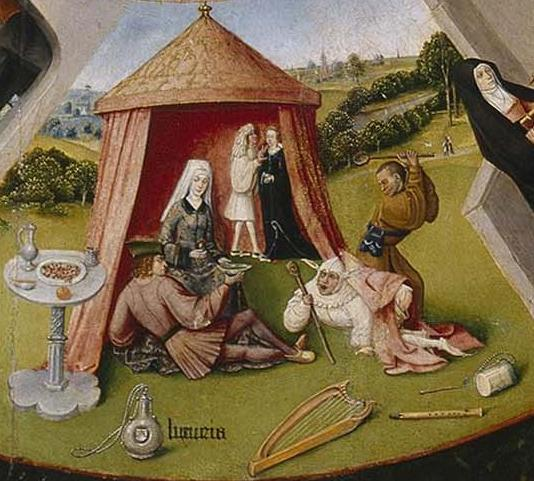
Hieronymus Bosch, Luxuria, dai Sette peccati capitali.

La lussuria è un vizio inteso come l'abbandono alle proprie passioni o anche a divertimenti di natura generica, senza il controllo da parte della nostra ragione e della nostra morale. Viene intesa impropriamente come una condotta dedita esclusivamente al raggiungimento del piacere sessuale, ma può riferirsi in generale ad ogni forma di scherzo, riso o divertimento smodato.

## La lussuria nelle religioni
In molte confessioni religiose la lussuria è considerata un peccato, in quanto menomazione della volontà individuale e della capacità di discernere tra il bene e il male piuttosto che, come si ritiene comunemente, un "male di per sé", inteso come atto in sé riprovevole. In altri particolari contesti religiosi, invece, la lussuria non rappresenta necessariamente un male.

### Nel Cristianesimo in generale

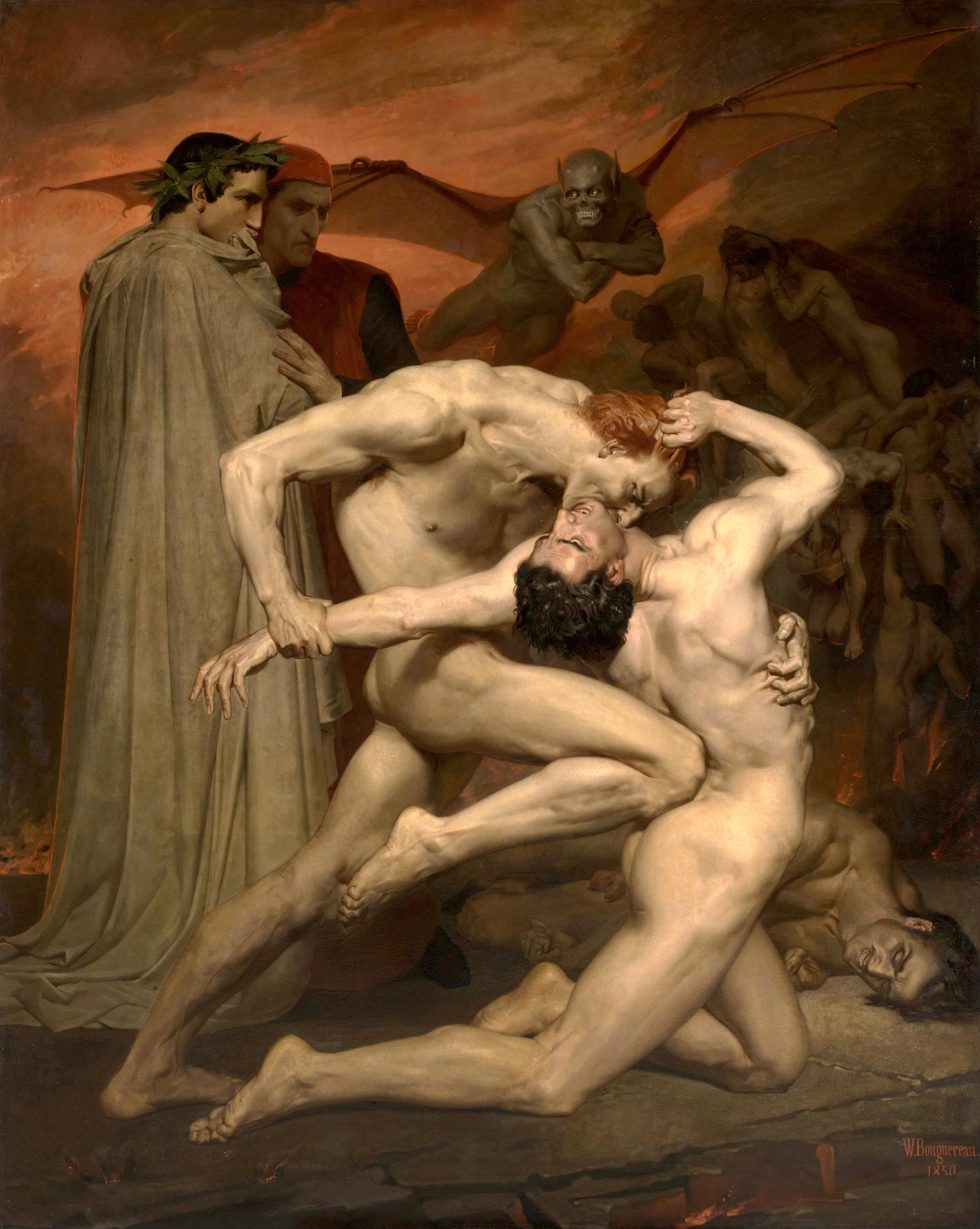
Dante e Virgilio all'Inferno di William-Adolphe Bouguereau (1850, Museo d'Orsay, Parigi)

La definizione di lussuria, anche alla luce delle mutazioni culturali intervenute nel corso dei secoli, è stata ovviamente oggetto di variazioni interpretative. Alla visione rigoristica tradizionale si sono nel tempo contrapposte teorie più o meno attenuate, ad esempio in Pietro Abelardo (che ne discettava con buona esperienza e per il quale sussisterebbe una inclinazione alla lussuria "per complessione fisica", cfr. peccato originale).

#### Secondo la Chiesa Cattolica
È per i cattolici uno dei sette vizi o peccati capitali, il "vizio impuro", al di fuori della norma morale.
Secondo le elaborazioni dottrinali della teologia morale del Cattolicesimo, la lussuria è causa di svariati effetti negativi, alcuni dei quali aventi una preminenza in ambito religioso, ed altri intervenendo più specificatamente sul libero arbitrio:
- grave turbamento della ragione e della volontà
- accecamento della mente
- incostanza ed incoerenza (rispetto ai valori proposti)
- egoistico amore di sé (egoismo, egotismo, negazione dell'amore per il prossimo)
- incapacità di controllare le proprie passioni

Nella dottrina cattolica classica, la lussuria è frutto della concupiscenza della carne (al pari del peccato di gola e dell'accidia) ed infrange sia il Sesto Comandamento che vieta di commettere atti impuri sia il Nono che riguarda il desiderare la donna d'altri.
Fra questi atti impuri la Chiesa indica tanto le azioni concrete materialmente compiute in materia di sessualità non finalizzata alla riproduzione e all'unione in seno al matrimonio, quanto il solo desiderio e l'immaginazione ("chiunque guarda una donna per desiderarla, ha già commesso adulterio con lei nel suo cuore.", Vangelo di Matteo 5,28).
Il Catechismo della Chiesa cattolica così sintetizza:
Tra i peccati gravemente contrari alla castità, vanno citate la masturbazione, la fornicazione, la pornografia e le pratiche omosessuali. (CCC n. 2396)
L'adulterio e il divorzio, la poligamia e la libera unione costituiscono gravi offese alla dignità del matrimonio. (CCC n. 2400)
Tuttavia è interessante notare come nel Deuteronomio e nel libro dell'Esodo della Bibbia il sesto comandamento sia in realtà "Non commettere adulterio"; questo rivela un'intenzione originale di focalizzarsi più sulla fedeltà coniugale, che su un più generale controllo delle proprie passioni sessuali, come invece accade nel Vangelo.
Il "voluttuoso diletto", come lo si chiamava in datata saggistica, è per la Chiesa un vizio capitale e, subito dopo il peccato di superbia, è il maggior impedimento al progresso spirituale.
Secondo la teologia di san Tommaso d'Aquino la lussuria viene divisa in:
- due modi: in riferimento al fine dell'atto venereo, o per comparationem ad alios homines;
- sei specie: incestus, adulterium, stuprum, raptus, fornicatio simplex e vitium contra naturam;
- tre oggetti: in Deum, in proximum, in seipsum. Distinzione secolare cui si riconducono tutte le altre specie dei vizi capitali.

La fornicatio simplex è una categoria intermedia fra i due modi.

Infatti, rispetto al fine dell'atto venereo, non solo include il vitium contra naturam (che si ha «in omni actu venereo ex quo generatio sequi non potest»), ma anche la fornicazione, cui pure segue la generazione di figli, ma che comunque impedisce la «debita educazione e promozione della prole nata». Il fine procreativo va interpretato, estendendolo al compito di crescere ed educare la prole.
Il modo per comparationem ad alios homines si identifica col peccato contro il prossimo (dilectio proximi), e pertanto quelli del primo modo (quelli rispetto al fine dell'atto) si identificano con i peccati contro sé stessi e/o contro Dio: incestus, adulterium, stuprum, raptus sono parte della dilectio proximi, cui Tommaso aggiunge la fornicatio simplex.

### La lussuria nelle altre religioni
Nella religione pagana classica poteva essere al contrario considerata un mezzo di contatto con il divino, come per esempio in ambito dionisiaco: fu per queste ragioni che i Baccanali furono proibiti nell'antica Roma nel 186 a.C. Esisteva inoltre la prostituzione sacra, praticata dalle sacerdotesse di alcuni templi orientali. 
Al tempo stesso però esisteva il culto di Estia per i greci e Vesta per i romani, che tutelavano il focolare familiare e preservavano la castità.

### La lussuria nel canto V della Divina commedia di Dante

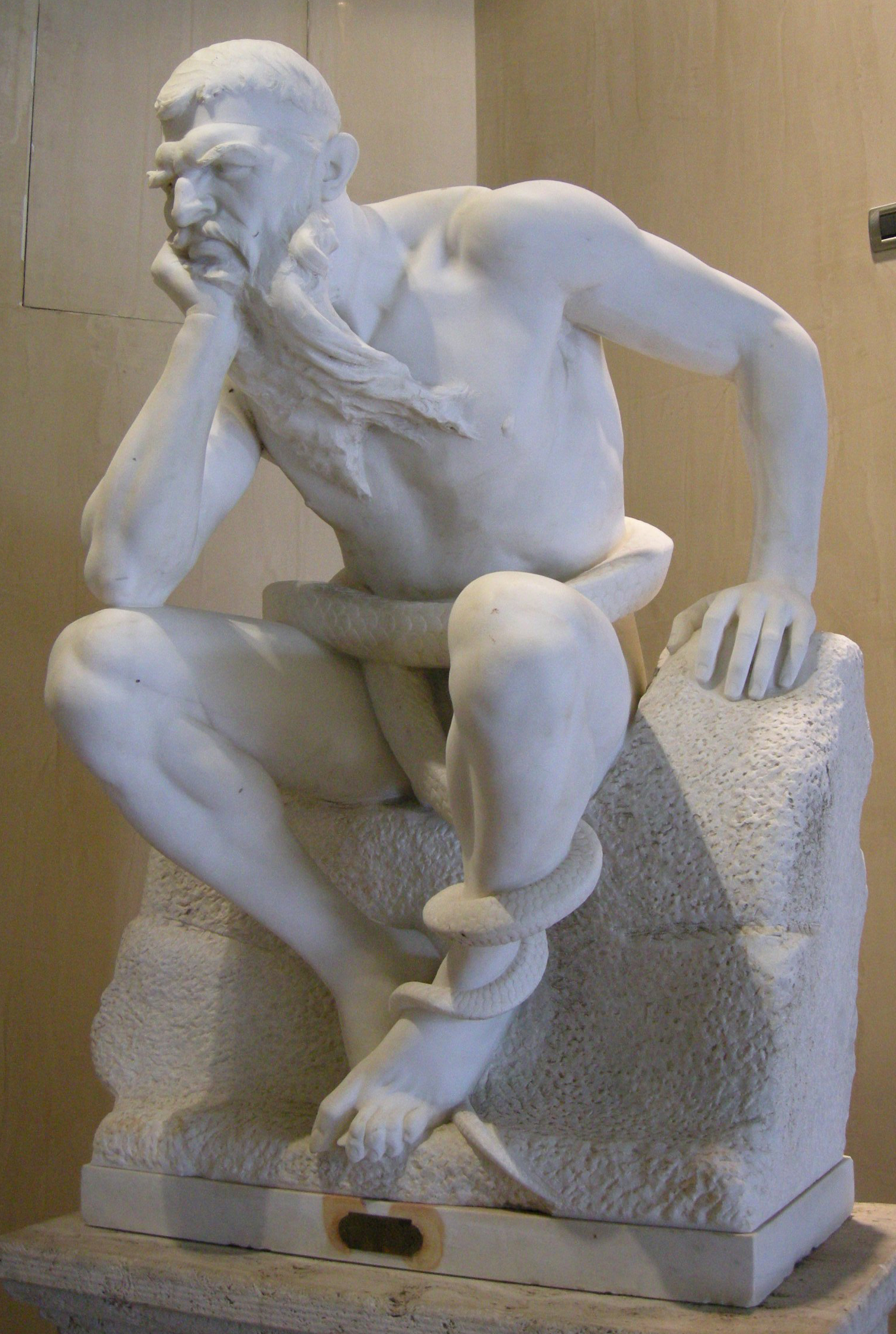
Cesare Zocchi, Minosse

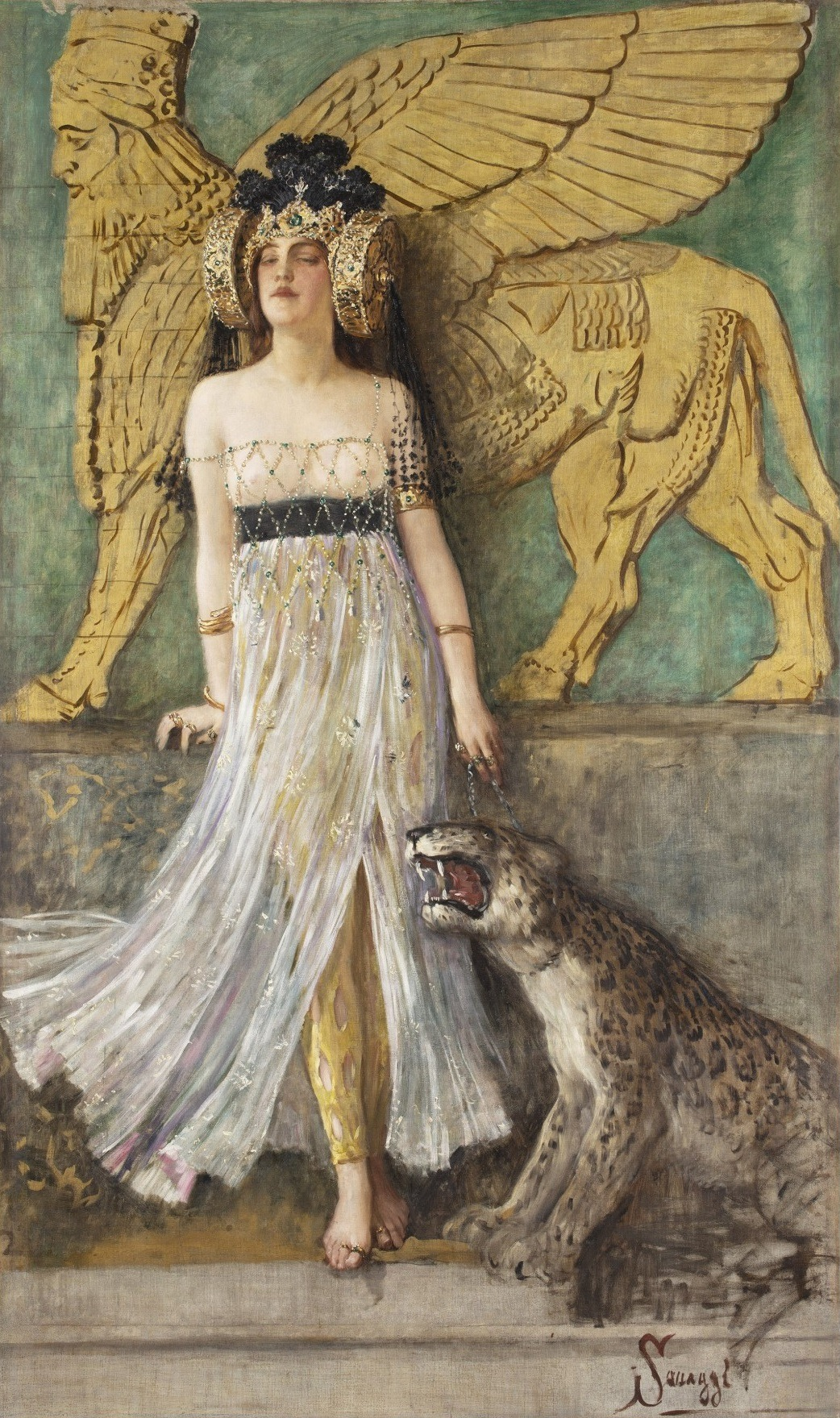
"La regina Semiramide"- "A Babilonia", 1905 opera di chiara matrice simbolista di Cesare Saccaggi, in cui il vizio della lussuria è simboleggiato dalla ferocia del minaccioso felino dalle fauci spalancate che sta ai piedi della regina.

Argomento del Canto che introduce l'ingresso nel secondo cerchio dove sono puniti i lussuriosi. Incontro con Minosse posto all'ingresso.
È la sera di venerdì 8 aprile (o 25 marzo) del 1300. Dante e Virgilio, entrano nel II Cerchio. Qui, sulla soglia, trovano Minosse il quale ringhia con aspetto animalesco: questo è il giudice infernale, che ascolta le confessioni delle anime dannate e indica loro in quale cerchio sono destinate, attorcigliando Intorno al corpo la lunghissima coda tante volte quanti sono i cerchi in cui il dannato deve precipitare. Non appena Minosse vede che Dante è vivo, lo apostrofa con durezza e lo ammonisce a non fidarsi di Virgilio, poiché uscire dall'Inferno non è così facile come entrare. Virgilio lo zittisce ricordandogli che Il viaggio di Dante è voluto da Dio.
Superato Minosse, Dante si ritrova in un luogo buio, dove assiste a una "bufera infernal" che trascina i dannati e li sbatte da un lato all'altro del cerchio. Quando questi spiriti giungono davanti ad un baratro ("la terribile ruina") , emettono grida e lamenti e bestemmiano. Dante capisce immediatamente di chi si tratta: questi sono i lussuriosi  che volano per l'aria formando una larga schiera simile agli storni quando volano in cielo. Dante osserva poi un'altra schiera di anime, che volano formando una lunga linea simile ad una gru in atto di volare: chiede spiegazioni a Virgilio ed il Poeta indica i nomi di alcuni dannati, che sono tutti lussuriosi morti violentemente: tra questi ci sono: Semiramide, Didone, Cleopatra, Elena (moglie di Menelao), Achille, Paride, Tristano e Paolo e Francesca.
Dante è preso da profonda angoscia e per poco non si smarrisce.

## Curiosità
- Gabriele D'Annunzio fece incidere, su un architrave del Vittoriale, il motto dannunziano "Cinque le dita e cinque le peccata", non annoverando lussuria e avarizia tra i sette peccati capitali[3].

## Film
- Lussuria (Italia, 1919).
- Lussuria (Italia, 1986).

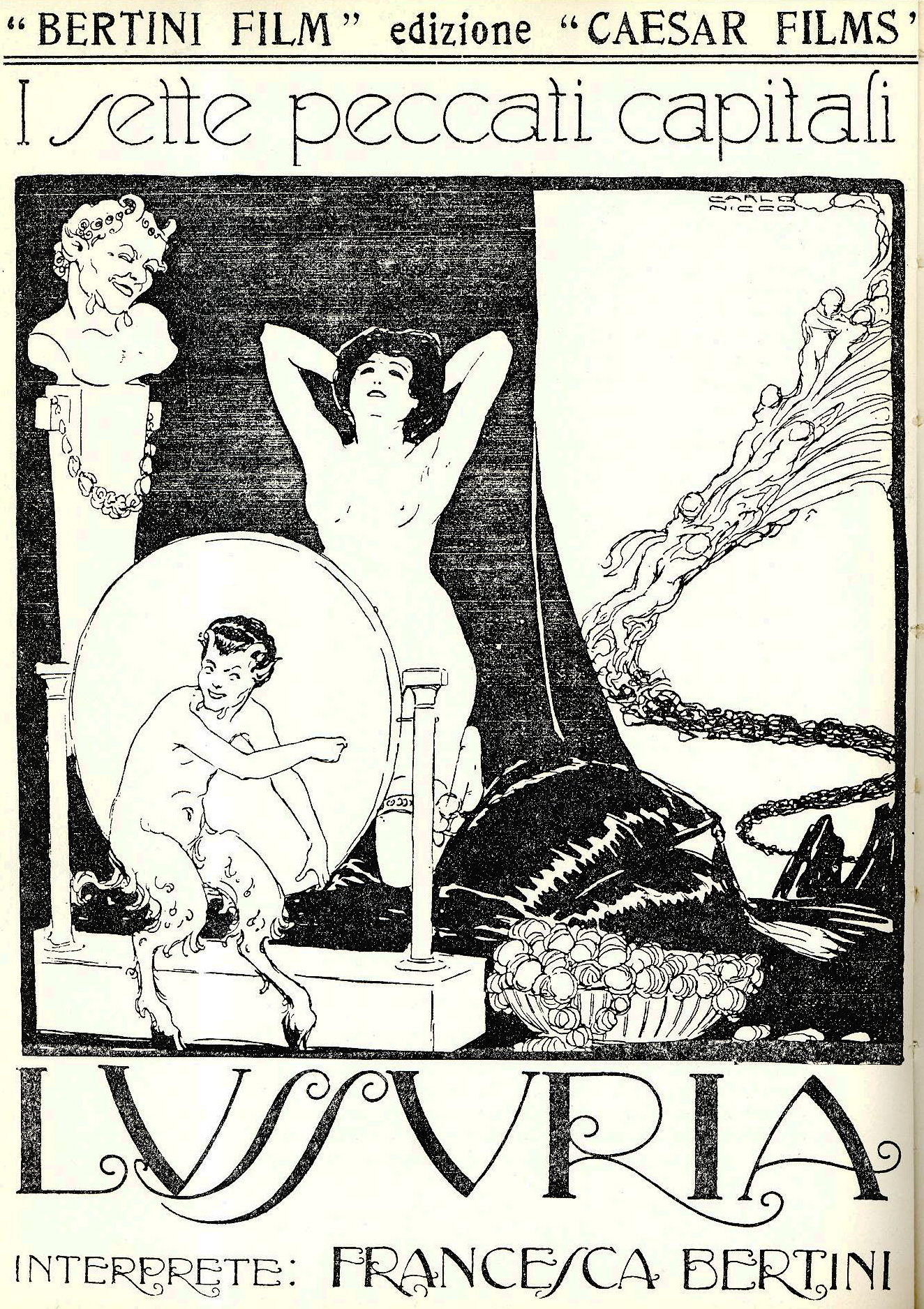
Locandina per il film Lussuria (1919) interpretato da Francesca Bertini. Primo della serie di film I sette peccati capitali. Illustrazione di Carlo Nicco (1883-1937).

- Lussuria (Women of the Night) di Zalman King (Stati Uniti, 2000)
- Lussuria - Seduzione e tradimento di Ang Lee (Cina, USA 2007)